# Сенат Республики Конго
Сенат (фр. Sénat) является верхней палатой двухпалатного парламента Республики Конго (Parlement). Он состоит из 72 членов (по шесть для каждого из 12 регионов), избираемых на шестилетний срок в районных, местных и региональных советах. До выборов в Сенат 2008 года в нем было 66 членов; в то время он был расширен до 72 членов, чтобы учесть создание региона Пуэнт-Нуар. Срок полномочий Сената — шесть лет; одна треть членов Сената обновляется каждые два года. Лицо не имеет права на избрание в Сенат, если только он не является гражданином и не моложе 50 лет.